# Oettingen-Oettingen

Wappen der Grafen und Fürsten zu Oettingen-Oettingen

Oettingen-Oettingen war eine Linie des schwäbisch-fränkischen Grafenhauses Oettingen. Sie entstand durch die konfessionelle Teilung des Hauses Oettingen im Jahre 1522. Die Linie Oettingen-Oettingen nahm den evangelischen Glauben an und erhielt durch die Teilung sieben Zwölftel der Besitzungen an der Grafschaft Oettingen. Diese blieb aufgrund der Primogenitur ungeteilt. Als Residenz diente das Alte Schloss in Oettingen, während das ab 1679 erbaute Neue Schloss seit seiner Erbauung bis heute der katholischen Linie Oettingen-Spielberg gehört. Als Lustschloss der Linie Oettingen-Oettingen diente das ab 1689 erbaute Schloss Tiergarten.

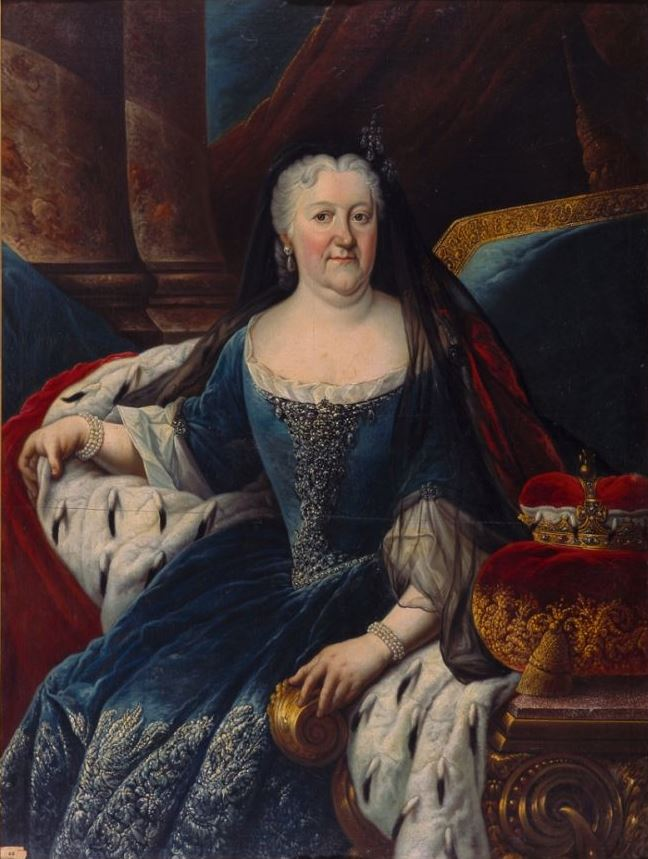
Christine Luise von Oettingen-Oettingen (1671–1747), durch Heirat Herzogin von Braunschweig-Wolfenbüttel

Unter Albrecht Ernst I. wurde das Haus Oettingen-Oettingen 1674 durch Kaiser Leopold I. in den Reichsfürstenstand erhoben. Der Schwiegervater des Grafen Albrecht Ernst, Herzog Eberhard III. von Württemberg, hatte dies am Wiener Kaiserhof erreicht. Albrecht Ernsts Tochter Christine Luise von Oettingen-Oettingen (1671–1747) heiratete 1690 Prinz Ludwig Rudolf von Braunschweig-Wolfenbüttel. Sie betrieb später, gemeinsam mit ihrem Schwiegervater Herzog Anton Ulrich, eine intensive Heiratspolitik und erreichte die Vermählung ihrer Tochter Elisabeth Christine von Braunschweig-Wolfenbüttel mit dem späteren Kaiser Karl VI., welchen Albrecht Ernst II. zu Oettingen-Oettingen im Alten Schloss zu Oettingen empfing, ebenso wie er König Friedrich Wilhelm I. von Preußen auf Schloss Tiergarten bewirtete.
Die Tochter Kaiser Karls VI. und der Elisabeth Christine von Braunschweig-Wolfenbüttel war Kaiserin Maria Theresia. Eine zweite Tochter, Charlotte Christine von Braunschweig-Wolfenbüttel, war mit dem russischen Thronfolger, Zarewitsch Alexei von Russland, Sohn Peters des Großen, vermählt. Aus der Ehe der Jüngsten, Antoinette Amalie (1696–1762) mit Herzog Ferdinand Albrecht II. zu Braunschweig und Lüneburg stammt u. a. die Tochter Elisabeth Christine, seit 1733 Ehefrau von Friedrich II., König von Preußen, der ebenfalls 1740 auf einer Reise in Oettingen durch die Witwe Albrecht Ernsts II., Sophia Louise von Hessen-Darmstadt, empfangen wurde. Elisabeth Christines Schwester Juliane Marie heiratete König Friedrich V. von Dänemark. So war der kleine Hof in Oettingen mit großen europäischen Dynastien nah verwandt.
Mit dem Tod Fürst Albrecht Ernst II. im Jahr 1731 starb die Linie Oettingen-Oettingen aus. Die Besitzungen wurde nach längeren Erbstreitigkeiten zu zwei Dritteln an die Linie Oettingen-Wallerstein und zu einem Drittel an die Linie Oettingen-Spielberg aufgeteilt.
Als letzte Ruhestätte dient der Linie Oettingen-Oettingen die Fürstengruft in der Schlosskirche St. Michael auf der Harburg.

## Grafen zu Oettingen-Oettingen

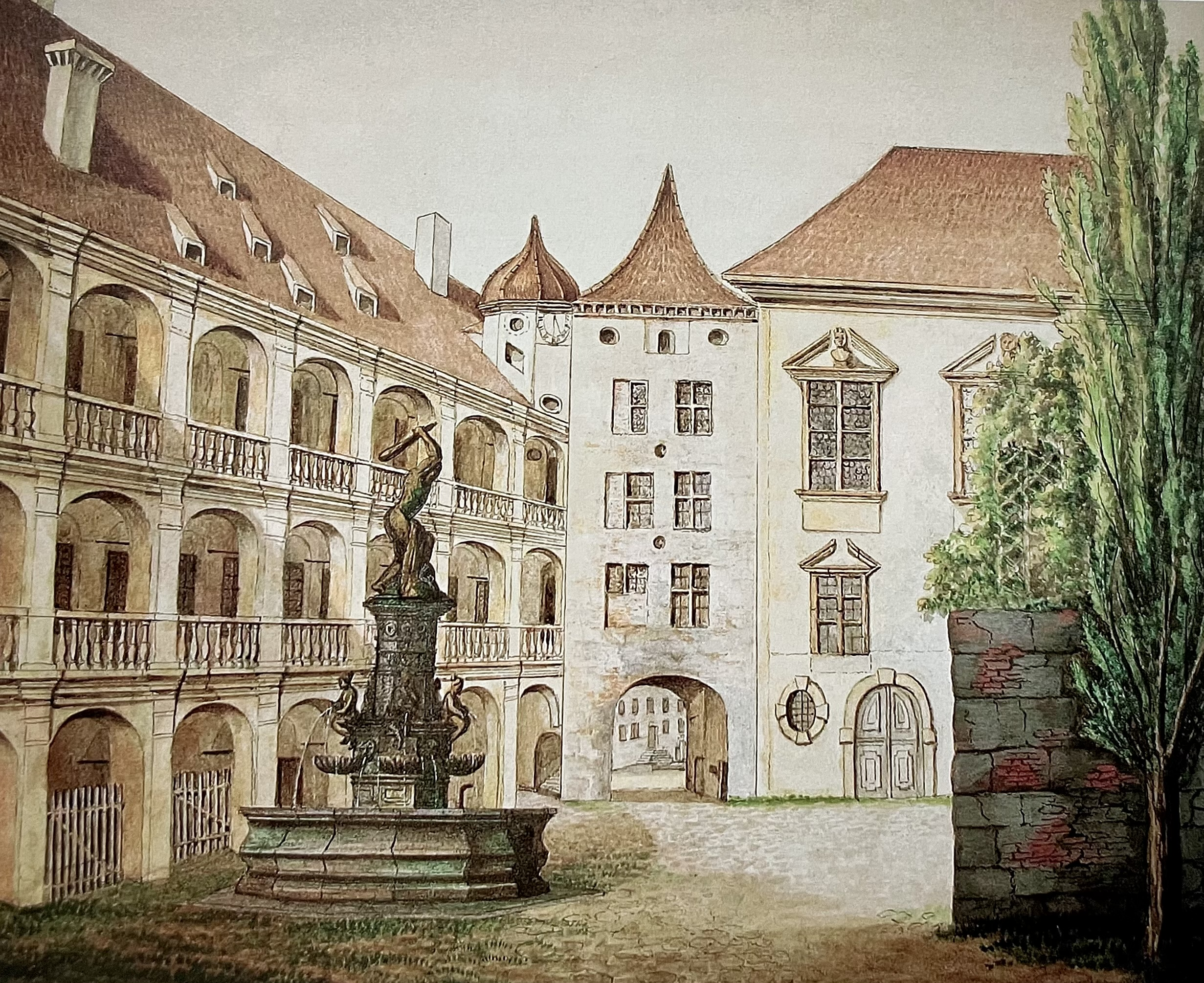
Altes Schloss Oettingen, 1848

- Ludwig XV. (1486–1557) trat zum Protestantismus über. Er war Stammvater der Linie Oettingen-Oettingen und Oettingen-Alt-Wallerstein
  - Friedrich V. (1516–1579) entschied sich im Gegensatz zu seinen Bruder Ludwig XVI. für den katholischen Glauben. Er gründete die Linie Oettingen-Alt-Wallerstein, welche fünf Zwölftel der Besitzungen erhielt.
  - Ludwig XVI. (1508–1569) blieb evangelisch und gründete die Linie Oettingen-Oettingen, die sieben Zwölftel der Besitzungen erhielt
    - Gottfried (1554–1622)
      - Ludwig Eberhard (1577–1634)
        - Joachim Ernst (1612–1659)
          - Albrecht Ernst I. (1642–1683), 1674 in den Reichsfürstenstand erhoben

## Fürsten zu Oettingen-Oettingen

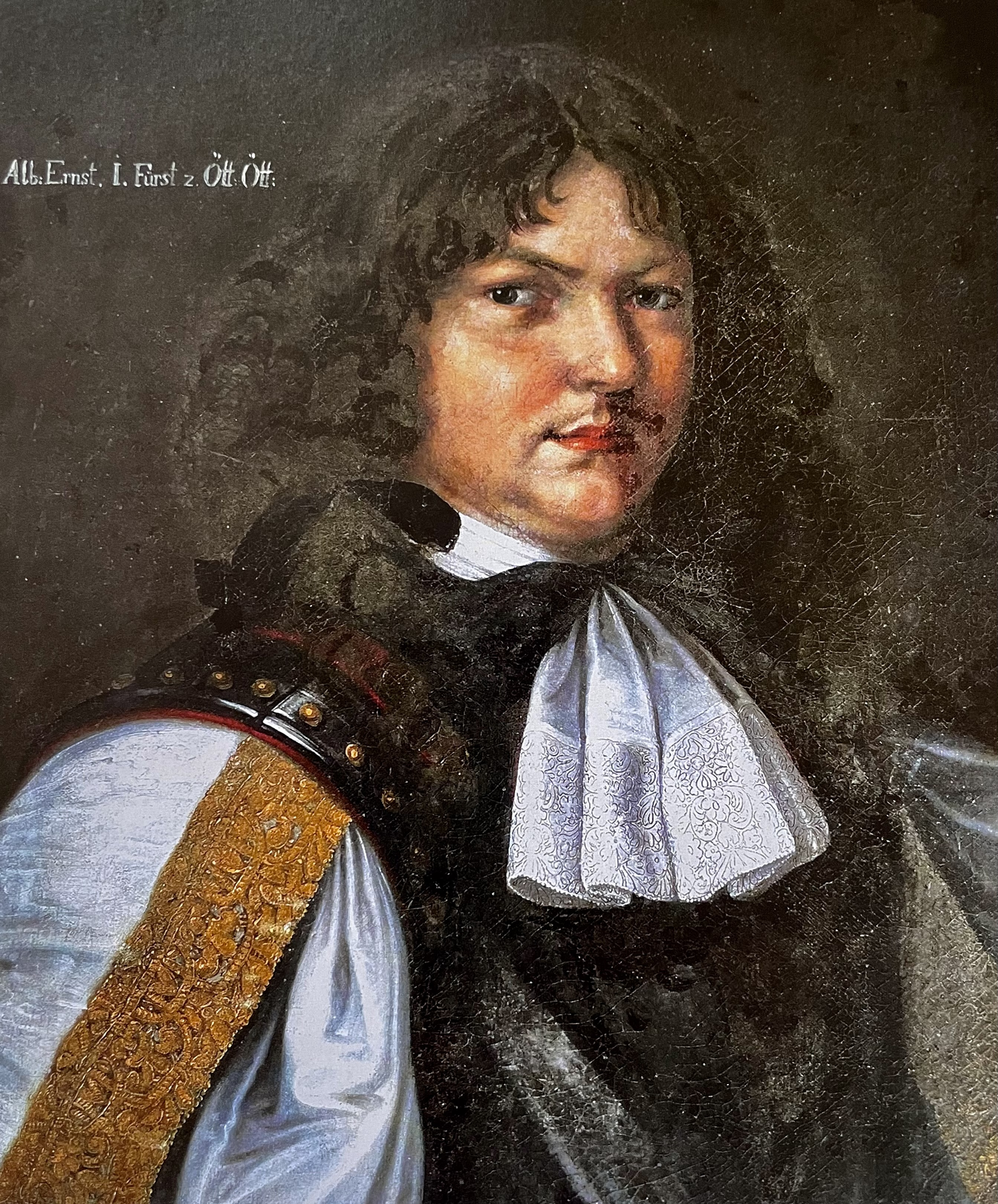
Albrecht Ernst I. (1642–1683), erster Reichsfürst

- Albrecht Ernst I. (1642–1683), 1. Reichsfürst
  - Albrecht Ernst II. (1669–1731), 2. Reichsfürst und letzter Fürst dieser Linie. Das Erbe wurde aufgeteilt zu zwei Drittel an die Linie Oettingen-Wallerstein und zu einem Drittel an die Linie Oettingen-Spielberg.